# Leidschenveen (metro- en sneltramhalte)
Leidschenveen is een halte van drie lijnen van RandstadRail, gelegen in de wijk Leidschenveen van het Haagse stadsdeel Leidschenveen-Ypenburg. Het station bestaat uit een op een viaduct gelegen eilandperron met een laag gedeelte voor tramlijnen 3, 4 en 34 en een hoog gedeelte voor metrolijn E.
Komende uit Zoetermeer en Rotterdam is dit het eerste station waar overstappen van de "Rotterdamse" lijn E mogelijk is naar de "Zoetermeerse" lijnen 3,4 en 34, en omgekeerd.

## Geschiedenis
Het station werd op 29 oktober 2006 in gebruik genomen.
Tussen 1908 en 1938 lag op dezelfde locatie Station Leidschenveen aan de Hofpleinlijn.

## Tram- en bushalte
Onder het station is een gecombineerde tram- en bushalte. Deze halte is in mei 2008 in gebruik genomen, als eerste door streekbuslijn 33 van Connexxion. Op 31 augustus 2009 werd het streekvervoer in Regio Haaglanden overgenomen door Veolia. Op 11 december 2016 was dat weer Connexxion en sinds 25 augustus 2019 werd EBS de vervoerder.
Op 1 juli 2010 werd de halte ook door tramlijn 19 in gebruik genomen, waarmee Leidschenveen een directe verbinding kreeg met Leidschendam, de Haagse wijk Ypenburg en Delft.
In december 2010, bij de invoering van de dienstregeling van 2011, heeft Veolia de route van buslijn 33 laten overnemen door buslijn 30, waardoor Leidschenveen sedertdien een directe verbinding heeft met Rijswijk, Wateringen, Kwintsheul, Naaldwijk Verdilaan, Maasdijk en Maassluis. In december 2011 werd buslijn 30 verkort t/m Naaldwijk Verdilaan.

## Tram- en buslijnen
| Lijn | Route                                                   | Via | Vervoerder | Bijzonderheden |
| ---- | ------------------------------------------------------- | --- | ---------- | -------------- |
| 19   | Leidschendam - Station Delft                            | Mall of the Netherlands, Vliettunnel, Leidschenveen, Station Ypenburg, Nootdorp, Ypenburg, Rijswijk, Delft Noord      | HTM        |                |
| 30   | Zoetermeer, Centrum-West - Naaldwijk, Busstation        | Voorweg, Leidschenveen, Station Ypenburg, Ypenburg, Rijswijk, Station Rijswijk, Wateringen, Kwintsheul, Honselersdijk | EBS        |                |
| N6   | Den Haag, Centraal Station → Den Haag, Centraal Station | Leidschenveen, Zoetermeer                                                                                             | HTM        |                |

## Foto's

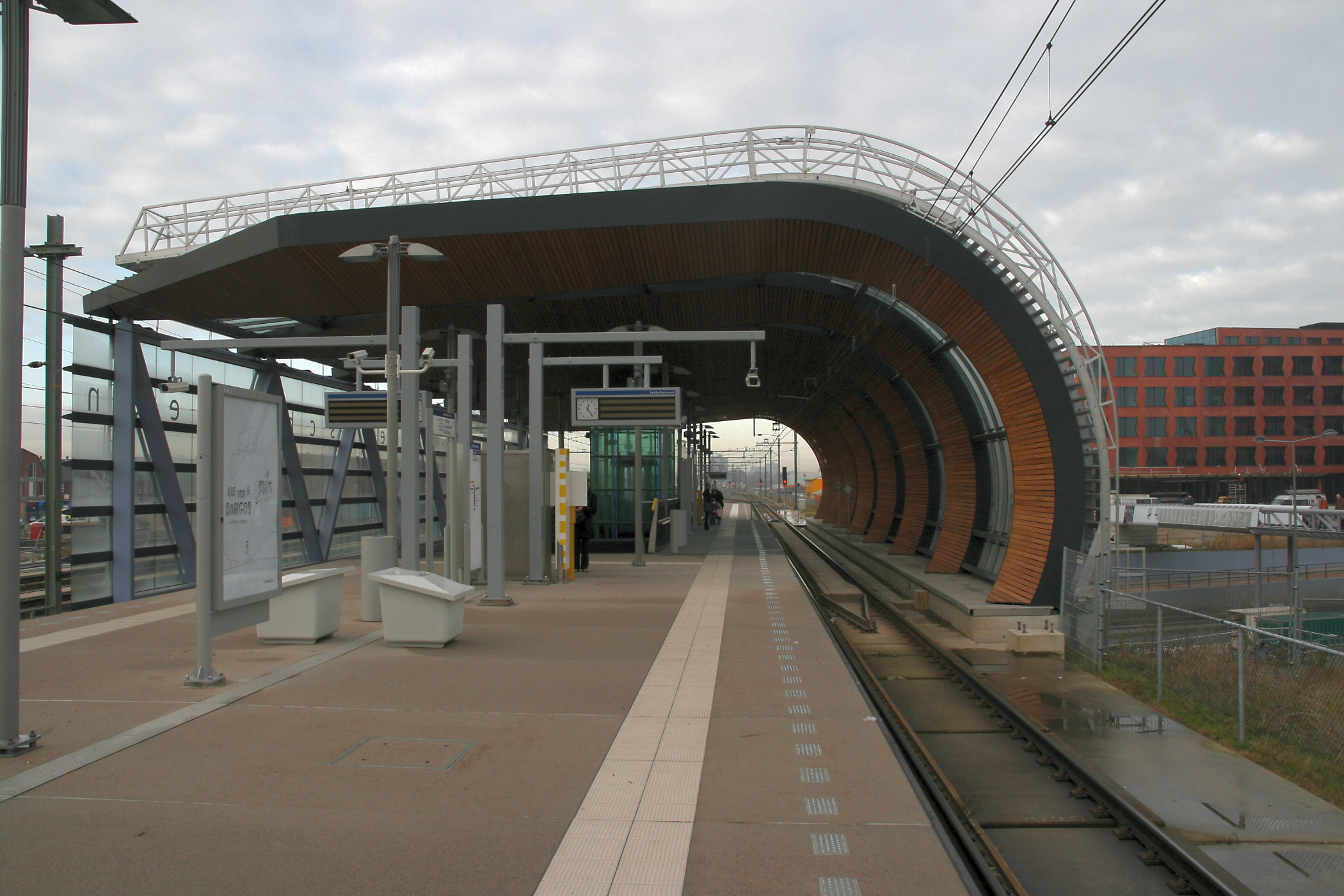
Perron
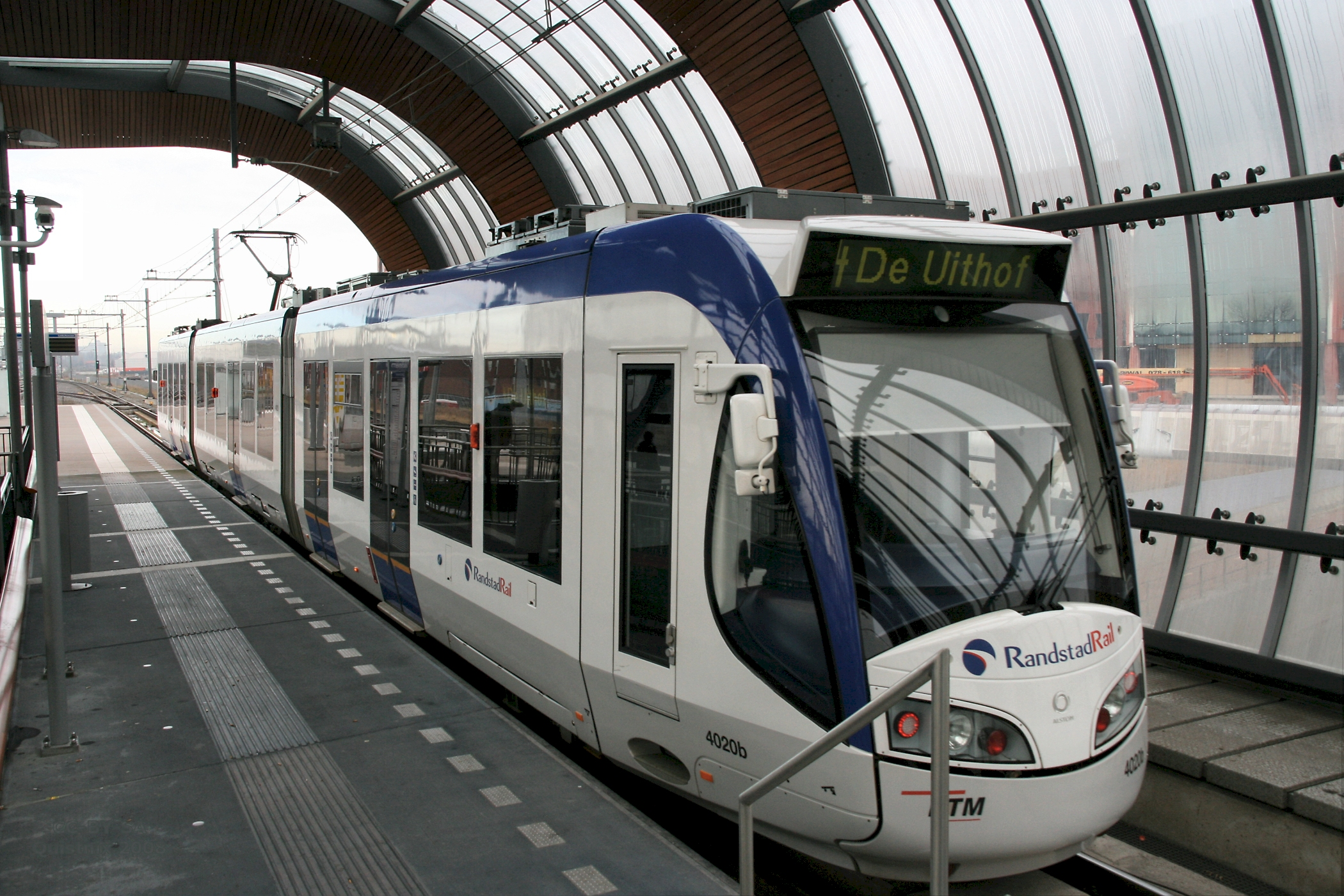
HTM-rijtuig
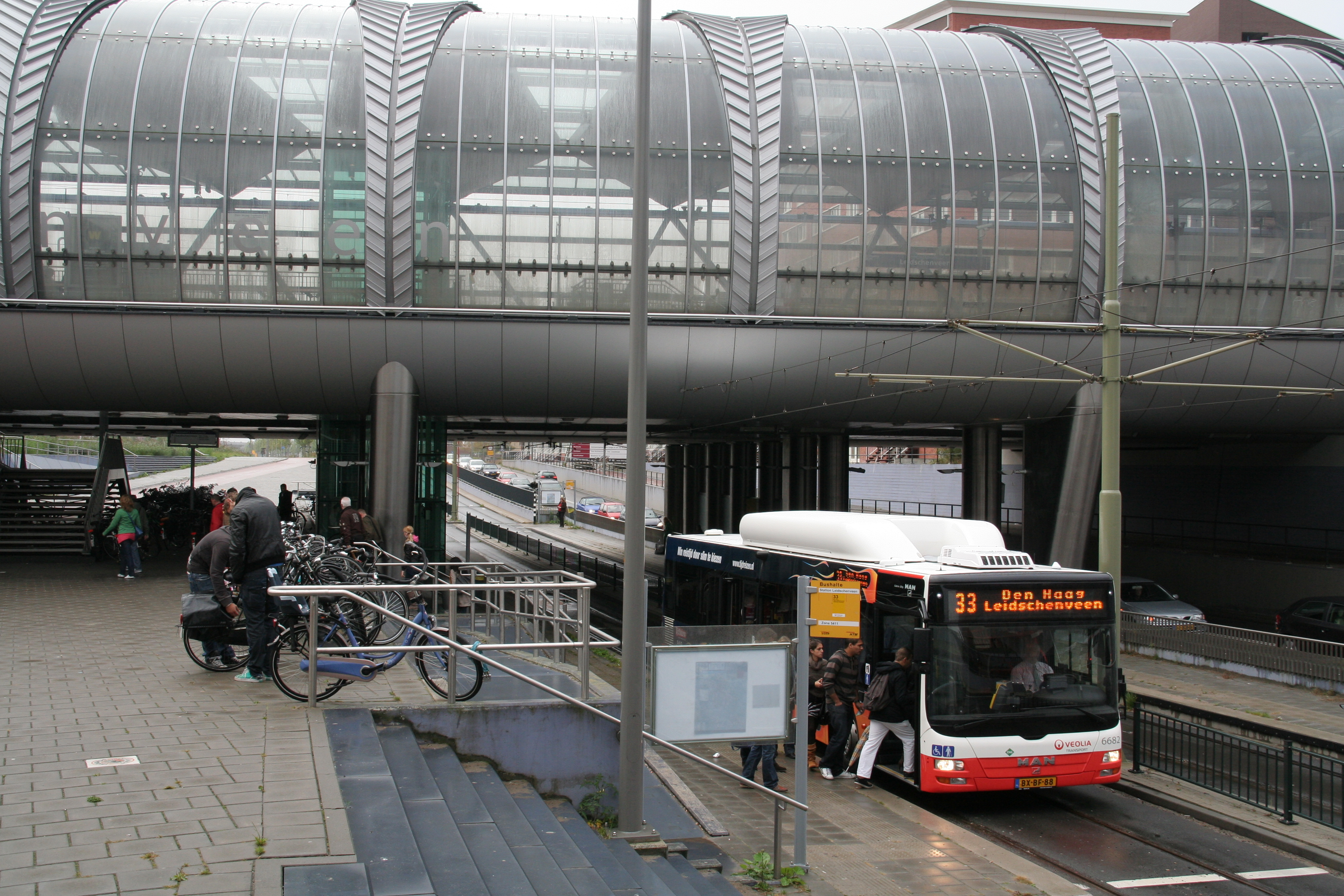
Bushalte lijn 33

Arnold Spoelplein ·
Pisuissestraat ·
Mozartlaan ·
Heliotrooplaan ·
Muurbloemweg ·
Hoefbladlaan ·
De Savornin Lohmanplein ·
Appelstraat ·
Zonnebloemstraat ·
Azaleaplein ·
Goudenregenstraat ·
Fahrenheitstraat ·
Valkenbosplein ·
Conradkade ·
Van Speijkstraat ·
Elandstraat ·
HMC Westeinde ·
Brouwersgracht ·
Grote Markt ·
Spui ·
Centraal Station (NS) ·
Beatrixkwartier ·
Laan van NOI (NS) ·
Voorburg 't Loo ·
Leidschendam-Voorburg ·
Forepark ·
Leidschenveen ·
Voorweg Laag ·
Centrum-West ·
Stadhuis ·
Palenstein ·
Seghwaert ·
Leidsewallen ·
De Leyens ·
Buytenwegh ·
Voorweg Hoog ·
Meerzicht ·
Driemanspolder (NS) ·
Delftsewallen ·
Dorp ·
Centrum-West
De Uithof · 
Beresteinlaan ·
Bouwlustlaan ·
De Rade ·
Dedemsvaartweg ·
Zuidwoldepad ·
Leyenburg ·
Monnickendamplein ·
Tienhovenselaan ·
Dierenselaan ·
De la Reyweg ·
Monstersestraat ·
HMC Westeinde ·
Brouwersgracht ·
Grote Markt ·
Spui ·
Centraal Station (NS) ·
Beatrixkwartier ·
Laan van NOI (NS) ·
Voorburg 't Loo ·
Leidschendam-Voorburg ·
Forepark ·
Leidschenveen ·
Voorweg Laag ·
Centrum-West ·
Stadhuis ·
Palenstein ·
Seghwaert ·
Willem Dreeslaan ·
Oosterheem ·
Javalaan ·
Van Tuyllpark ·
Lansingerland-Zoetermeer (NS)
Den Haag Centraal  · Laan van NOI  · Voorburg 't Loo · Leidschendam-Voorburg · Forepark · Leidschenveen · Nootdorp · Pijnacker Centrum · Pijnacker Zuid · Berkel Westpolder · Rodenrijs · Meijersplein/Airport · Melanchthonweg · Blijdorp · Rotterdam Centraal  · Stadhuis · Beurs · Leuvehaven · Wilhelminaplein · Rijnhaven · Maashaven · Zuidplein · Slinge